# Bona Sforza
Bona Sforza d'Aragó o de Milà (Vigevano, 2 de febrer del 1494 - Bari, 19 de novembre del 1557) va ser reina de Polònia i gran duquessa de Lituània des del 1518. Era filla del duc de Milà, Joan Galeàs Sforza i d'Isabel d'Aragó i va ser la segona esposa del rei Segimon I.
Bona era neta de Bianca Maria Sforza, que el 1493 s'havia casat amb l'emperador Maximilià I. A la mort de la seva mare Isabel el 1524, Bona va ser la successora de la seva mare en els títols de senyora de Bari i la princesa de Rossano, i també va esdevenir pretendent al Regne de Jerusalem de la família Brienne.

## Infantesa a Milà i Bari
Bona era la tercera dels quatre fills que va tenir Joan Galeàs Sforza i la seva esposa Isabel d'Aragó. El pare era l'hereu legal del Ducat de Milà, però el seu oncle Lluís el Moro li havia usurpat el poder. Bona i els seus pares van anar a viure al Castell Visconti de Pavia, on Joan Galeàs va morir el 1494. Va córrer el rumor que havia estat enverinat per Lluís el Moro. La família es va traslladar llavors al castell dels Sforza a Milà, on van viure sota l'estricta vigilància de Lluís el Moro, el qual temia que els milanesos s'alcessin contra ell i instal·lessin al tron a Francesc Sforza, germà de Bona. Per evitar això Lluís el Moro va separar Francesc de la seva família amb intenció de preparar-lo per a ser sacerdot, i va donar els ingressos de Bari i Rossano a la vídua, que va esdevenir duquessa de Bari i princesa de Rossano. Els plans van ser interromputs per la guerra (1499–1504) entre Lluís XII de França i Ferran el Catòlic. El rei francès va deposar lluís el Moro i es va endur Francesc, el germà de Bona, amb ell.
A Isabel ja no li quedava res a Milà i va marxar amb les seves filles cap a la seva terra nadiua, Nàpols, el febrer del 1500. La guerra també va arribar al Regne de Nàpols i l'oncle d'Isabel, Frederic III, va ser deposat. Bona i altres familiars es van refugiar al castell d'Ischia. A l'abril del 1502, Isabel i la seva única filla supervivent, Bona, es van establir al castell normand de Bari. Allà Bona va començar a tenir temps per rebre una educació. Entre els seus mestres estaven els humanistes Crisostomo Colonna i Antonio de Ferraris que li van ensenyar: llatí, literatura clàssica, matemàtica, història, legislació, ciències naturals, teologia i també geografia. Bona va poder aprendre també a tocar alguns instruments musicals.

## Propostes matrimonials

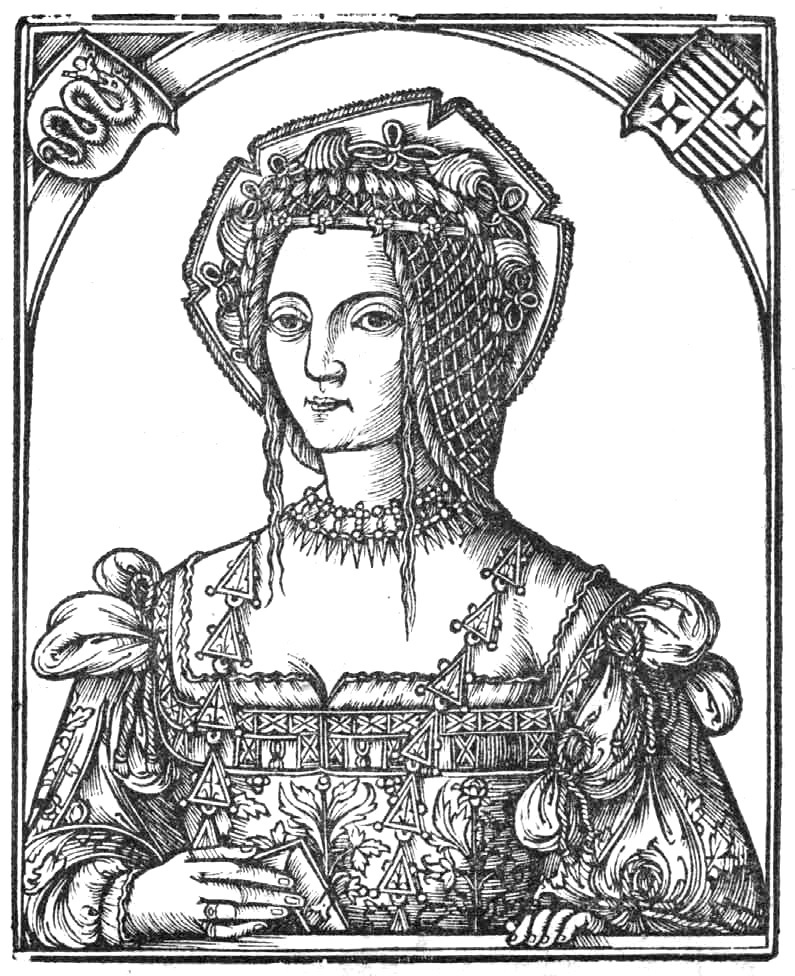
Retrat de Bona fet el 1517.

Quan la dinastia Sforza fou restaurada en el Ducat de Milà el 1512, Isabel esperava casar Bona amb el duc Maximilià Sforza, matrimoni que hagués aportat major legitimitat a Maximilià. Hi va haver també altres propostes: Ferran el Catòlic va proposar Julià de Mèdici, germà del papa Lleó X; Isabel va proposar el net del Catòlic, Ferran, que llavors tenia deu anys, però era de més rang; el papa va proposar Felip de Savoia que heretaria el Ducat de Savoia si el seu germà Carles III abdicava. La primera proposta va fallar quan Maximilià Sforza va ser deposat després de la victòria francesa a la batalla de Marignano el 1515. El papa va fer una altra proposta, el seu nebot Llorenç II de Mèdici el qual faria servir l'ascendència de Bona per reclamar el govern de Milà. Això tampoc va ser possible, ja que el domini dels francesos sobre Milà era massa fort per ser pres.
El rei de Polònia Segimon I Jagelló el Vell havia enviudat l'octubre del 1515 i l'emperador Maximilià I no desitjava que es tornés a casar amb una oponent als Habsburg, com va ser la seva darrera esposa, Barbara Zápolya. Maximilià va proposar al rei polonès tres possibles candidates del seu gust: la seva neta Elionor d'Habsburg, la reina vídua Joana I de Castella i Bona Sforza. La reina Joana fou eliminada per la seva edat, trenta-sis anys; Elianor va ser rebutjada pel germà d'ella, que la va casar amb el rei de Portugal. La noblesa de Polònia van suggerir Anna Radziwiłł, vídua de Konrad III de Masovia. Isabel va enviar Crisostomo Colonna i Sigismund von Herberstein a Vílnius per convèncer el rei polonès d'escollir Bona. Finalment el tractat matrimonial es va signar el setembre del 1517 a Viena. Jan Konarski, arquebisbe de Cracòvia va viatjar fins a Bari per acompanyar després la núvia en el seu viatge cap a Polònia.
El matrimoni per poders es va realitzar el 6 de desembre del 1517 a Nàpols. Bona duia un vestit de seda veneciana de color blau valorat en 7.000 ducats. El viatge a Polònia va durar més de tres mesos. Bona i Segimon es van trobar el 15 d'abril del 1518 a l'entrada de Cracòvia. Es va fer una cerimònia de boda i coronació el 18 d'abril i les celebracions es van perllongar durant una setmana. El dot de Bona era de 100.000 ducats més una col·lecció de béns personals valorada en 50.000 ducats. Quan la seva mare morís, Bona heretaria les ciutats de Bari i Rossano. A canvi del seu dot, Segimon li va assignar les ciutats de Nowy Korczyn, Wiślica, Żarnów, Radomsko, Jedlnia, Kozienice, Chęciny, Inowrocław i altres.

## Vida matrimonial

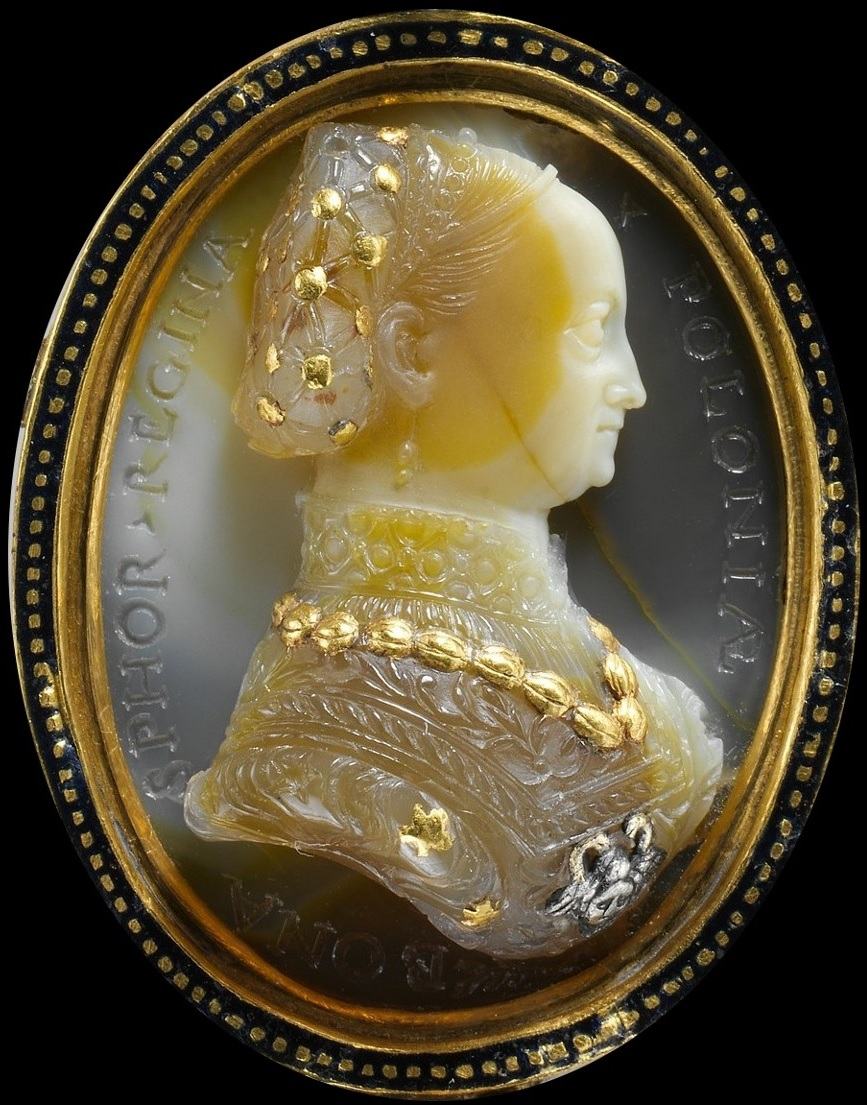
Camafeu amb l'efígie de Bona Sforza, realitzat per l'artista Giovanni Jacopo Caraglio.

Bona era molt activa i, de vegades irascible, mentre que el seu marit era més tranquil i passiu. Des del començament, Bona es va implicar en assumptes d'estat, fet que no encaixava amb la idea tradicional dels polonesos del que havia de ser una reina: obedient, devota cap al seu marit i els seus fills. Bona i Segimon tenien diferents punts de vista sobre qüestions domèstiques i en política internacional, discutien sovint però no van deixar d'estar units. Bona no acompanyava Segimon en els seus viatges, dels primers quatre anys, gairebé tres els va passar sola en el castell Wawel. Això no va impedir que ell la visités i que quedés embarassada set vegades en nou anys. Els embarassos la van apartar de la vida política.
El setembre del 1527, com a resultes de la caiguda d'un cavall, va donar a llum prematurament al seu segon fill, que va morir. Després d'això ja no va poder tenir més fills. Bona, per tal d'assegurar la continuïtat dels Jagiellonian en el tron de Polònia, va demanar als nobles i magnats que reconeguessin al seu fill Segimon August, com a successor del seu pare. Primer els nobles de Lituània li van donar el tron ducal (v. 1527-1528) i l'any següent fou coronat com Segimon II August. El fet li va portar l'oposició dels senyors polonesos, que van fer un edicte que establia que la següent coronació es faria després de la mort de Segimon August i que, per fer-la, caldria el consentiment de la noblesa.
El 1544, a Segimon August se li va concedir autoritat independent a Lituània i es va traslladar a viure allà. Això va ser motiu d'un trencament de poder amb la reina, que no volia aquesta separació. Anteriorment Bona s'havia disgustat amb el seu fill per la decisió d'aquell de casar-se amb Barbara Radziwiłł.

## En la política interna de Polònia

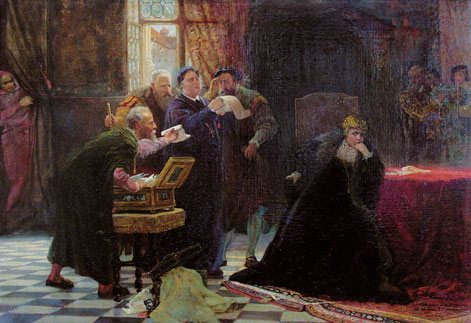
Abdicació de Bona, pintura de Szymon Buchbinder. La pintura recull el moment de la decisió de marxar de Polònia quan va enviudar.

Gairebé des de la seva arribada a Polònia, Bona va provar d'assegurar una posició forta en política i va crear el seu cercle de partidaris. El 23 de gener del 1519, el papa Lleó X, amb qui tenia relació d'amistat des dels seus dies de soltera, li va concedir el privilegi amb relació a vuit catedrals poloneses: Cracòvia, Gniezno, Poznań, Włocławek i Frombork. El maig del mateix any, el privilegi es va estendre a quinze. Això va aportar diners a Bona que va emprar en assegurar la fidelitat d'alguns importants funcionaris. Tres dels seus partidaris: Piotr Kmita Sobieński, Andrzej Krzycki i Piotr Gamrat, van ser coneguts com el triumvirat.
Bona tenia la creença que una de les coses més importants que calia per portar a terme les polítiques i plans per enfortir l'autoritat reial era tenir accés les finances. Per tant, va procurar ser l'objectiu de la magnificència i de ser el cap de la dinastia tant de temps com va poder, mentre aconseguia independència econòmica per als Jagiellon. Pel 1524 ja tenia, com a concessió reial, el Ducat de Pinsk i Kobrynski, i el cinturó de bosc al voltant de la Narew; el seu proper objectiu era reivindicar Podlasie. Més tard va comprar nombroses possessions a Lituània, en el període de 1536-154,6 per fer-se càrrec de la supervisió de les duanes al llarg del Gran Ducat de Lituània, que va portar enormes beneficis als Jagiellon. Bona va implementar reformes en les taxes a Lituània sobre els productes agrícoles, que incloïen els deures dels pagesos i les unitats de mesura per les àrees de conreu. Potser pel seu afany d'obtenir diners, van fer córrer el rumor d'haver enverinat als ducs de Mazovia: Stanislaus i Janusz III. [5] [6] [7].
El 1539 Bona Sforza va haver de presidir, a contracor, la crema de d'una dona de vuitanta anys condemnada per heretge, Katarzyna Weiglowa, però aquest esdeveniment va marcar el començament d'una era de tolerància, i el seu confessor Francesco Lismanino va ajudar en la creació d'una escola calvinista en Pińczów.

## Relació amb altres països
En política externa es va oposar als Habsburg, mantenint amistat amb França. En el conflicte de successió del tron hongarès que va sorgir després de la batalla de Mohács (1526), va donar suport a Joan Szapolya, en contra del candidat Habsburg, Ferran. Això no obstant, dues de les seves nores, Elisabet i Caterina, van ser filles de Ferran d'Habsburg. Bona també va cercar tenir bones relacions amb la Sublim Porta i va mantenir contactes amb Roxelana, l'esposa preferida de Solimà I el Magnífic. Bona va fer de portaveu per unir Silèsia a la corona, que va intercanviar per la seva herència de Bari i Rosano, però es va trobar amb la desaprovació de Segimon i el projecte va acabar en no res.

## Reina vídua

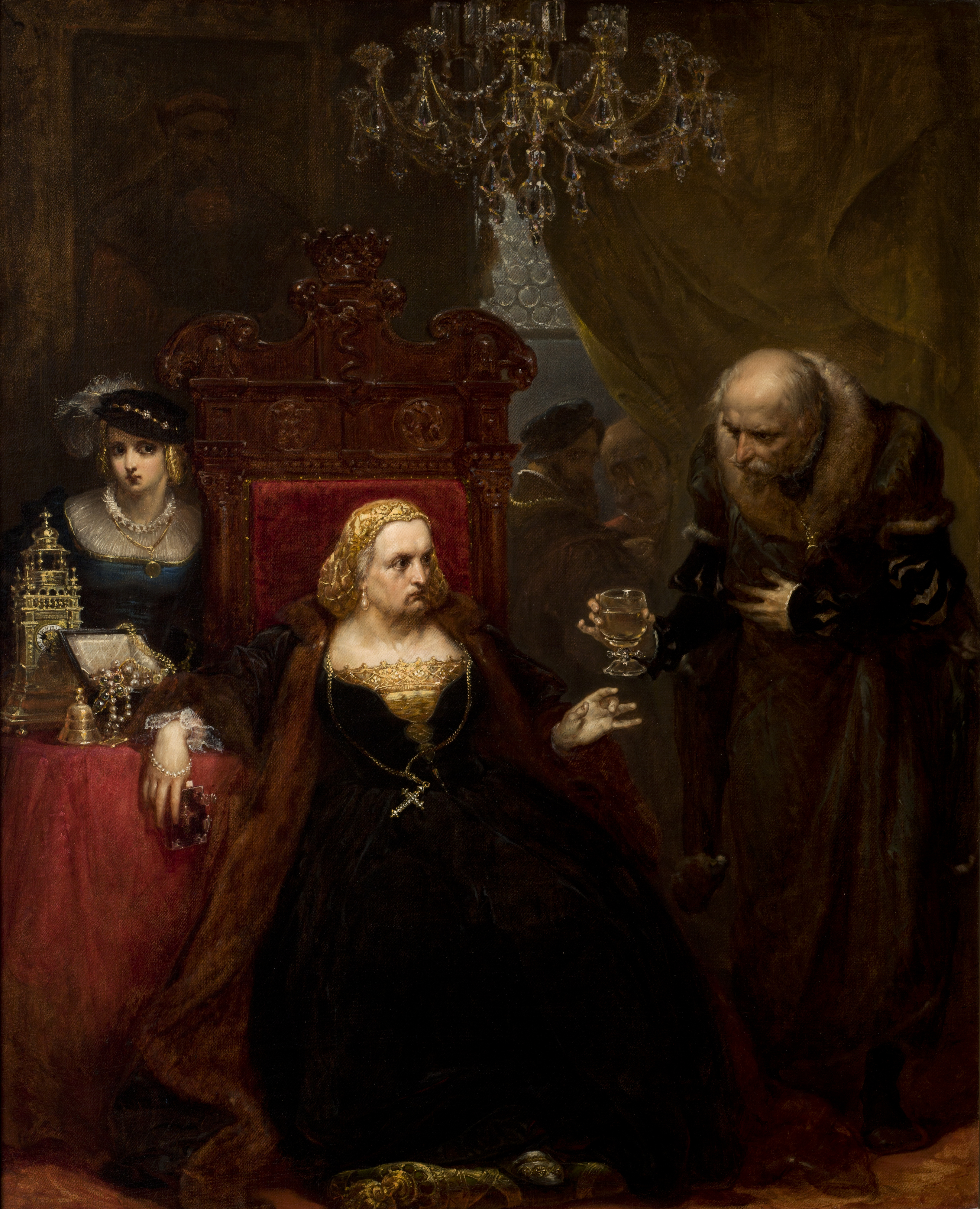
Enverinament de la rena Bona, pintura de Jan Matejko.

L'1 d'abril del 1548, el seu marit va morir i va ser succeït pel seu fill, Segimon II August. Bona va traslladar la seva residència a Masòvia] on va viure vuit anys, després dels quals va marxar a Bari.
Un any després d'arribar a Bari, va ser enverinada pel seu secretari de confiança, Gian Lorenzo Pappacoda. Pappacoda actuava en nom del rei Felip II d'Espanya que volia estalviar-se de pagar els deutes que tenia amb ella. Va ser sepultada a la basílica de sant Nicolau.

## Descendència
Amb Segimon I Jagelló el Vell va tenir:
- Isabel (18 gener 1519 – 15 setembre 1559), reina d'Hongria, casada amb Joan Szapolya;
- Segimon II August (1 d'agost 1520 – 7 juliol 1572), rei de Polònia i gran duc de Lituània;
- Sofia (13 juliol 1522 – 28 May 1575), duquessa de Brunswick-Lüneburg, casada amb Enric V, duc de Brunswick-Lüneburg;
- Anna de Polònia (18 octubre 1523 – 9 setembre 1596), reina de Polònia i gran duquessa de Lituània, casada amb Esteve Bathory I;
- Caterina (1 novembre 1526 – 16 setembre 1583), reina de Suècia i gran duquessa de Finlàndia, casada amb Joan III de Suècia;
- Wojciech Olbracht, nascut i mort el 20 de setembre del 1527.